# Вітошинська Іванна Михайлівна
Іванна Михайлівна Вітошинська (20 грудня 1910, м. Чортків, Австро-Угорщина — 29 квітня 1990, м. Скунторп, Велика Британія) — українська учителька, громадська діячка.
Вчителька української мови та географії у містах Зборів, Бережани, Перемишль (нині Пшемисль, Польща). Після Другої світової війни еміґрувала до Великої Британії, де у 1951—1952 роках очолювала Об'єднання українських жінок. Почесна членка Товариства українських жінок ім. О. Теліги. Викладачка народного рукоділля в коледжах і середніх школах міст Брадфорт та Скунторп. Пропагандувала українське мистецтво у Великій Британії.